# Sui Jianshuang
Sui Jianshuang (förenklad kinesiska: 隋剑爽; traditionell kinesiska: 隋劍爽; pinyin: Suí Jiànshuǎng), född den 1 februari 1989 i Shenyang, Kina, är en kinesisk gymnast.
Hon tog OS-silver i rytmisk gymnastik för trupper i samband med de olympiska gymnastiktävlingarna 2008 i Peking.